# 四方台大桥
四方台大桥位于中国黑龙江省哈尔滨市，是跨越松花江的一座斜拉桥。2001年5月30日动工，2004年9月30日通车。大桥属于哈尔滨绕城高速公路的一部分。
大桥位于四方台高地西侧约1.2公里处，全长1269米，宽33米，双向4车道，设计时速120km/h。